# Monanthotaxis mortehani
Monanthotaxis mortehani är en kirimojaväxtart som först beskrevs av De Wild., och fick sitt nu gällande namn av Bernard Verdcourt. Monanthotaxis mortehani ingår i släktet Monanthotaxis och familjen kirimojaväxter. Inga underarter finns listade i Catalogue of Life.